# Sven Hörnell
Sven Hörnell (* 1919 in Järved bei Örnsköldsvik, Provinz Ångermanland; † 4. Oktober 1992 in Riksgränsen) war ein schwedischer Fotograf. Hörnell fotografierte mehr als 50 Jahre die schwedischen Fjällregionen.

## Leben
Als 1939 der Zweite Weltkrieg ausbrach, wurde er zum Militär eingezogen und dem Skiläuferbataillon (schwedisch skidlöparbataljonen) in Boden zugeteilt. Trotz der Umstände war er von der Landschaft fasziniert, den Menschen und dem Licht im Norden. Deshalb ließ er sich Anfang 1940 in Riksgränsen nieder.
Viele seiner Bilder und später Filme der Berge entstanden aus seinem Flugzeug, einer 1965 beschafften Piper PA-18 Super Cub. 1967 gelang ihm die erste Landung auf dem schneebedeckten Kebnekaise.
Sein Archiv enthält historische Bilder aus Sápmi aus den 1940er Jahren sowie gescannte Panoramabilder in der Größe  6" × 17".
Er produzierte Postkarten, Gemälde und Bücher. Hörnell war technikbesessen und zeigte mit 21 Projektoren den Besuchern die Pracht der Berge in seinem Studio in Riksgränsen. Sven Hörnell zeigte diese Fotografien zudem in zahlreichen Diavorträgen in der Region, unter anderem für Urlauber in Björkliden.
Diese Fotografien veröffentlichte er in mehreren Bildbänden.
Im Oktober 1992 starb Sven Hörnell bei seinem üblichen Morgenspaziergang zwischen Katterjåkk und Riksgränsen.
Seine Tochter Gudrun Hörnell besitzt seit 2005 eine Butik im Kiruna Folkets Hus, wo Sven Hörnells Bücher erworben werden können.

## Werke (Auswahl)
- mit Jan Olof Olsson, Kurt Blomberg: Sverige sett från luften. Bonnier, Stockholm 1972, ISBN 91-0-037656-6.
- Mitt Lappland. Sarek, Kebnekaise, Torne Träsk. Riksgränsen 1981.
- Subarktiskt land – Luleå Kiruna Narvik Lofoten. Riksgränsen 1991, ISBN 91-630-0533-6.